# Vektor Grafix
Vektor Grafix va ser una empresa del Regne Unit que es dedicava a crear videojocs, el cap era Andy Craven, i va ser adquirida per Microprose el 1992. L'empresa se situa a la ciutat de Leeds, i després que Microprose hagués adquirit l'empresa, l'estudi de Leeds va esdevenir un dels seus estudis de desenvolupament.
Vektor Grafix va ser fundat per Andy Craven i Danny Galagher el 1986, i el seu primer llançament va ser un videojoc recreatiu anomenat Star Wars pels ordinadors ZX Spectrum, Amstrad CPC i Commodore 64, publicat per Domark. Es va llançar una versió de MS-DOS (publicat per Broderbund als EUA), i aquest va ser seguit ràpidament pel videojoc The Empire Strikes Back.
Vektor va esdevenir com a empresa important en els videojocs 3D, i llavors és quan va ser comprat per Microprose el 1992.

## Videojocs creats per l'empresa
- Star Wars (1987)
- The Empire Strikes Back
- Ringwars
- Fighter Bomber
- Strike Aces
- Fighting Soccer
- Shuttle: the Space Flight Simulator
- B-17 Flying Fortress
- Killing Cloud

## Enllaços i referències
- Entrevista a Andy Craven de Crash Magazine (anglès)